# Тишков, Аркадий Иванович
Аркадий Иванович Тишков (1920—2000) — российский учёный в области аэродинамики и аэрогазодинамики, доктор технических наук, лауреат Ленинской премии (1966).
Родился в 1920 году.
С 1946 года работал в НИИ-88 Министерства общего машиностроения СССР (с 1967 года — Центральный научно-исследовательский институт машиностроения, ЦНИИМАШ) (п. Подлипки, сейчас г. Королёв Московской области).
С конца 1950-х годов — начальник лаборатории аэродинамики.
Доктор технических наук.
Решением Президиума Комитета по Ленинским премиям от 19 апреля 1966 года (пункт № 4) «За систематические экспериментальные и теоретические исследования по аэрогазодинамике баллистических ракет, космических аппаратов, баллистического спуска и их элементов» удостоен Ленинской премии в составе коллектива.
Работал в институте до конца 1980-х годов.
Умер в г. Королёв в 2000 году.